# Pohorje (miejscowość)
Pohorje – wieś w Słowenii, w gminie Cirkulane. W 2018 roku liczyła 106 mieszkańców.